# بيل جاي
بيل جاي (بالإنجليزية: Bill Jay)‏ هو مصور بريطاني، ولد في 12 أغسطس 1940 في مايدنهيد (إنجلترا) في المملكة المتحدة، وتوفي في 10 مايو 2009 في كوستاريكا.